# Alexandre Knaïfel
Alexandre Aronovitch Knaïfel (en russe : Александр Аронович Кнайфель) est un compositeur soviétique puis russe né le 28 novembre 1943 à Tachkent (RSS d'Ouzbékistan, URSS) et mort le 27 juin 2024 à Berlin (Allemagne),.

## Biographie
Alexandre Knaïfel naît à Tachkent où ses parents, tous deux musiciens, sont évacués lors du siège de Léningrad. Son père, violoniste distingué, participe au quatuor à cordes et sa mère enseigne la théorie de la musique à l’école secondaire de dix classes, attachée au Conservatoire de Léningrad. C’est dans cette même école que le jeune Alexandre entre en 1950 comme violoncelliste, et, après l’avoir terminée il vient à Moscou pour devenir élève du célèbre Mstislav Rostropovitch au conservatoire. Après deux ans d’études, le mal aux mains l'empêche de continuer sa carrière d’interprète. En 1963, Knaïfel retourne à Léningrad et y entre au conservatoire dans la classe de composition de Boris Arapov.
Sa première œuvre majeure, l’opéra Le Fantôme de Canterville (1965) d’après Oscar Wilde, montre l’humour grotesque à la manière du jeune Dmitri Chostakovitch qui se combine avec la musique d’un caractère lyrique et quasi-liturgique, dont l’exemple est la passacaille pour orgue qu’on interprète souvent comme une œuvre indépendante. Le succès de cet opéra créé sur la scène du Conservatoire inspire le compositeur aux nouvelles œuvres d’un caractère osé et expérimental, ce qui lui donne une réputation de non-conformiste.
Dans les années 1970, son langage musical évolue, excipant des traits d’art conceptuel. En ce même temps, il commence son travail comme compositeur de musique de films. En 1979, lors du congrès de l’Union des compositeurs de l’URSS sa musique est fort critiquée par le président de cette union, les noms de Tikhon Khrennikov et de Knaïfel se retrouvent sur Les Sept de Khrennikov ― la liste noire des compositeurs dont la musique sera boycottée pendant quelques années en URSS.
Le caractère statique de la musique de Knaïfel des années 1970-1980 ainsi que la longue durée des œuvres et le grand nombre des silences, évoquent le parallèle avec la musique de Morton Feldman. À la différence de ce dernier, le son pour Knaïfel n’est pas un moyen pour créer une image abstraite mais plutôt une méditation libérée des émotions sensuelles. La musique de Knaïfel est moins dissonante que celle de Feldman ce qui la rapproche à la nouvelle simplicité d’Arvo Pärt et John Tavener.
La parole joue un rôle très important dans ses œuvres. Certaines compositions incluent les mots qui ne doivent être ni chantés ni prononcés à haute voix, mais articulés par les musiciens à part soi. La structure de ses œuvres est souvent basée sous les relations mathématiques strictement calculées.
Les années 1990 voient un intérêt profond du compositeur pour les sujets religieux et philosophiques. L’Échelle de Jacob (1992) et Chapitre Huit (1993) sont les œuvres importantes de cette période. L’année 1992 voit le premier festival consacré entièrement à la musique de Knaïfel qui a lieu à Francfort-sur-le-Main. En 2001, son opéra, Alice au pays des merveilles, est créé à Amsterdam.
Les œuvres de Knaïfel sont jouées par Guennadi Rojdestvenski qui présente Le Fantôme de Canterville à Londres en 1980, Mstislav Rostropovitch qui joue la partie du violoncelle lors de la création du Chapitre Huit et d’autres œuvres, Mark Pekarski et son ensemble, Alexei Lioubimov et d’autres. La cantatrice Tatiana Melentieva que Knaïfel épouse en 1965 interprète toujours ses compositions vocales.

## Musique de films
- 1983 : Les Torpilleurs (Торпедоносцы) de Semion Aranovitch
- 1985 : Confrontation (Противостояние) de Semion Aranovitch
- 1988 : Le Grand Jeu (ru) (Большая игра) de Semion Aranovitch
- 2003 : Marco Bellocchio utilise Svete Tikhiy (O Gladsome Light) dans Buongiorno, notte.
- 2005 : L'Italien (Итальянец) d'Andreï Kravtchouk